# RPG-43
A RPG-43 (ruchnaya protivotankovaya granata obraztca 1943 goda, que significa granada de mão antitanque) foi uma granada de mão de carga moldada antitanque altamente explosiva (HEAT) usada pela União Soviética durante a Segunda Guerra Mundial. Entrou em serviço em 1943, substituindo os modelos anteriores RPG-40 e RPG-41; a RPG-40 usava uma ogiva de alto explosivo (HE) mais simples. A RPG-43 teve uma penetração de cerca de 75 milímetros de blindagem homogênea laminada em um ângulo de 90 graus. Mais tarde na guerra, foi melhorada e tornou-se a RPG-6.

## História
Durante os primeiros dias da Operação Barbarossa, as únicas armas antiblindagem da infantaria da URSS eram fuzis antitanque, armas antitanque e granadas de mão antitanque. Estes eram adequados contra os primeiros tanques alemães, como o Panzer I e o Panzer II, mas, à medida que a guerra avançava, foram considerados quase inúteis contra os Panther e Tiger mais pesados. Como resultado, a RPG-43 foi desenvolvida e produzida em grande número até o final da guerra. Após a guerra, foi amplamente repassado aos estados clientes soviéticos e foi usada em muitos conflitos árabe-israelenses. Apesar de estar totalmente desatualizada, ainda pode ser encontrada em muitos países do terceiro mundo, principalmente devido à sua confiabilidade e baixo custo.

## Descrição
A RPG-43 externamente tinha o formato de uma granada enorme com uma ogiva HEAT de 95 mm na extremidade. Pesava 1,247 kg, dos quais 0,612 kg eram altamente explosivos. Quando lançada, um cone cilíndrico de metal era liberado da parte traseira da granada e preso por tiras de tecido para estabilizar o vôo e aumentar a probabilidade de um impacto de 90 graus. Seu alcance era limitado pela distância que o operador poderia arremessá-lo e era obviamente mais curto do que o contemporâneo Bazooka americano, movido por foguete, e o Panzerfaust alemão sem recuo, de modo que o operador tinha que se aproximar e corria maior risco de ser visto. No entanto, era muito menor do que as armas de foguete e não produzia som, fumaça ou luz quando lançada e, portanto, não traía a posição do lançador. Apesar de seus limites, era barata e rápida de fabricar, permitindo que se tornasse a principal arma antitanque da infantaria soviética na Segunda Guerra Mundial.

## Táticas
No geral, a RPG-43 era uma arma estranha e difícil de usar com eficácia. Para usá-la, o operador tinha que chegar ao alcance de lançamento de um tanque inimigo, o que muitas vezes era perigoso. Apesar de ter uma ogiva poderosa, era necessário um operador habilidoso para aproveitá-la ao máximo, pois, como todas as armas de carga moldada, só era eficaz se o ângulo de ataque fosse próximo de 90 graus. Ele também teria que bater com força suficiente para detonar o fusível de impacto, ou iria ricochetear inofensivamente no tanque.

## Operadores
- União Soviética[1]
- Coreia do Norte[2]
- Alemanha Oriental[3]
- Geórgia - usada por unidades militares e milícias georgianas durante o período da década de 1990.[4]